# Pericle il Giovane
Pericle il Giovane (in greco antico: Περικλῆς?, Periklès; Atene, anni 440 a.C. – Atene, 406 a.C.) è stato un ammiraglio e politico ateniese, figlio illegittimo del famoso Pericle, avuto da Aspasia.

## Biografia

### Cittadinanza
Pericle il Giovane fu iscritto nelle liste dei cittadini, ma questa fu un'eccezione: la legge, voluta dal padre nel 451/450 a.C., infatti, non concedeva lo status di ateniese a chi non fosse nato da genitori entrambi ateniesi. L'eccezione fu fatta per esplicita richiesta di Pericle al popolo ateniese, dopo che questi aveva visto morire di peste i due figli legittimi Santippo e Paralo; per non morire senza discendenti, lo stratego dovette implorare il popolo affinché concedesse al figlio naturale la cittadinanza.
Secondo Luisa Prandi, nel 430 a.C. Pericle estese la cittadinanza ateniese a tutti i figli illegittimi di Atene.

### Cariche ricoperte e morte
Pericle il Giovane fu ellenotamo tra il 410 e il 409 a.C.; poi, quando Alcibiade fu esiliato per la sconfitta subita a Nozio (407 a.C.), fu uno dei dieci comandanti nominati al suo posto.
Dopo aver vinto alle Arginuse, gli otto comandanti che avevano combattuto furono richiamati ad Atene, e i sei che vi andarono, tra cui Pericle, furono processati, condannati a morte e giustiziati per non aver soccorso i naufraghi.